# 烏州近錄
《烏州近錄》（越南语：／）是一部越南莫朝時期的地方誌，主要介紹莫朝順化處的山川風俗。作者是莫朝進士楊文安，成書於景曆八年（1555年）。

## 編纂原因
景曆六年（1553年），楊文安因丁艱返鄉。當時他同鄉有兩位書生，分別寫了新平府和肇豐府二府的地方誌，記述二府山川、風俗、人物。他們兩人將書稿拿給楊文安看。楊文安便在書稿基礎上刪減增補，總成此書。

## 命名緣由
烏州是占婆時期的州名。大致位於今天越南廣平省和廣治省。陳朝時納入越南版圖，設為順州。莫朝時屬於順化處新平府，正是作者楊文安的家鄉麗水縣所在地。所以，楊文安借古稱烏州來指代本書所介紹的順化處。

## 内容
《烏州近錄》共分六卷，詳細介紹了當時莫朝順化處新平、肇豐二府的區劃、地理、山川、港口、稅收、風土民俗、寺廟、官制、人物等內容。開篇有作者楊文安所作《烏州近錄後序》。
卷一主要介紹肇新二府境內的山川；卷二主要介紹稅收和土產；卷三主要介紹區劃、地理和風俗；卷四主要介紹城池、關隘和集市；卷五主要介紹寺廟和祠堂；卷六主要介紹官制和歷史人物，分門別類詳細介紹了後黎朝和莫朝時期順化處的重要人物。